# 膽癌
膽癌是發生在膽部的惡性腫瘤，常見的有膽管癌、膽囊癌和肝外膽管癌三種。膽癌並不常見，通常發生在60-70歲人士身上。

## 簡介
原發性膽管癌較少見，性別以男性為多。

## 徵狀
中上腹及右上腹疼痛不適、消化不良、胃納減退、黃疸和體重減輕等。

## 治療方法
一般是手術治療、放療和化療等。

## 預後
膽癌預後不理想，其中膽管癌預後是極之差的。膽管癌手術切除組一般平均生存期為13個月，很少存活超過5年。如癌細胞擴散，其平均生存只有6-7個月，很少超過1年。

## 外部連結
- U.S. National Cancer Institute Gallbladder Cancer Treatment (www.cancer.gov) （页面存档备份，存于）
- The Johns Hopkins Esophageal Cancer Web page （页面存档备份，存于）